# Ratko Čanak
Ratko Čanak (Belgrád, 1930[forrás?] – ?) jugoszláv nemzetközi labdarúgó-játékvezető.

## Pályafutása

### Nemzetközi játékvezetés
A Jugoszláv Labdarúgó-szövetség Játékvezető Bizottsága (JB) terjesztette fel nemzetközi játékvezetőnek, a Nemzetközi Labdarúgó-szövetség (FIFA) 1966-tól tartotta nyilván bírói keretében. Több nemzetek közötti válogatott és klubmérkőzést vezetett, vagy működő társának partbíróként segített. A szerb nemzetközi játékvezetők rangsorában, a világbajnokság-Európa-bajnokság sorrendjében többedmagával a 16. helyet foglalja el 1 találkozó szolgálatával. Az aktív nemzetközi játékvezetéstől 1972-ben búcsúzott. Válogatott mérkőzéseinek száma: 3.

#### Világbajnokság
A világbajnoki döntőhöz vezető úton Mexikóba a IX., az 1970-es labdarúgó-világbajnokságra a FIFA JB bíróként alkalmazta.
| Időpont           | Helyszín                        | Mérkőzés típusa           | Mérkőzés           | Eredmény | Nézők száma |
| ----------------- | ------------------------------- | ------------------------- | ------------------ | -------- | ----------- |
| 1969. október 12. | Augusztus 23. Stadion, Bukarest | előselejtező (1. csoport) | Románia–Portugália | 1 – 0    | 58 573      |

## Magyar vonatkozás
| Időpont              | Helyszín            | Mérkőzés típusa          | Mérkőzés               | Eredmény | Nézők száma |
| -------------------- | ------------------- | ------------------------ | ---------------------- | -------- | ----------- |
| 1970. szeptember 27. | Népstadion Budapest | 446. válogatott mérkőzés | Magyarország –Ausztria | 1 – 1    | 15 000      |

## Külső hivatkozások
- Ratko Čanak. World Referee. [2012. október 11-i dátummal az eredetiből archiválva]. (Hozzáférés: 2013. április 2.)
- Ratko Čanak. footballzz.com. (Hozzáférés: 2013. április 2.)
- Ratko Čanak. footballdatabase.eu. (Hozzáférés: 2013. április 2.)
- Ratko Čanak. scoreshelf.com. [2016. március 11-i dátummal az eredetiből archiválva]. (Hozzáférés: 2013. április 2.)
- Ratko Čanak. eu-football.info. (Hozzáférés: 2013. április 2.)